# Smyrna (Maine)
Smyrna è una città degli Stati Uniti d'America situata nel nord del Maine. Fa parte della Contea di Aroostook.

## Geografia fisica
Le coordinate geografiche di Smyrna sono 46°08′10″N 68°05′51″W.
Smyrna occupa un'area totale di 91.17 km², di cui 90.93 di terra e 0.23 di acqua.

## Società

### Evoluzione demografica
Al censimento del 2010, risultarono 442 abitanti, 155 nuclei familiari e 108 famiglie residenti in città. Ci sono 188 alloggi con una densità di 2,11/km². La composizione etnica della città è 98,22% bianchi, 1,17% nativi americani, 0,21% asiatici, 0,56% di altre razze e 0,23% ispanici e latino-americani. Dei 155 nuclei familiari il 36,1% ha figli di età inferiore ai 18 anni che vivono in casa, 58,7% sono coppie sposate che vivono assieme, 5,2% è composto da donne con marito assente, e il 30,3% sono non-famiglie. Il 22,6% di tutti i nuclei familiari è composto da singoli 8,4% da singoli con più 65 anni di età. La dimensione media di un nucleo familiare è di 2,85 mentre la dimensione media di una famiglia è di 3,40. La suddivisione della popolazione per fasce d'età è la seguente: 29,2% sotto i 18 anni, 6% dai 18 ai 24, 23.8% dai 25 ai 44, 30,6% dai 45 ai 64, e il 10,4% oltre 65 anni. L'età media è di 36.8 anni. Per ogni 100 donne ci sono 93,8 maschi. Per ogni 100 donne sopra i 18 anni, ci sono 89,4 maschi. Il reddito medio di un nucleo familiare è di $25 625 mentre per le famiglie è di $27 917. Gli uomini hanno un reddito medio di $23 625 contro $20 313 delle donne. Il reddito pro capite della città è di $11 751. Circa il 16,4% delle famiglie e il 20,3% della popolazione è sotto la soglia della povertà. Sul totale della popolazione il 24,1% dei minori di 18 anni e il 26,7% di chi ha più di 65 anni vive sotto la soglia della povertà.